# Hässleholms kommunvapen

Vapnet för Hässleholms kommun var från början vapen för staden med samma namn.

Hässleholms kommunvapen fastställdes av Kungl. Maj:t (regeringen) den 25 september 1920: "En sköld av guld med ett grönt andreaskors, åtföljt av fyra nötklasar av samma färg". Andreaskorset symboliserar Hässleholms status som järnvägsknut, medan nötklasarna associerar till ortnamnets förled hässle, "hassellund".

## Blasonering
Blasonering: En sköld av guld med ett grönt andreaskors, åtföljt av fyra nötklasar av samma färg.

## Bakgrund
Efter sammanläggningarna fanns ytterligare tre vapen inom kommunen, Tyringes (från 1958), Vinslövs (från 1956) och Vittsjös (från 1967), men den nya kommunen fick namn av staden och då föll det sig rimligt att även stadens vapen skulle representera den nya kommunen.

Tyringe landskommun (1958-1970) Tyringe kommun (1971-1973)
Vinslövs landskommun (1956-1970) Vinslövs kommun (1971-1973)
Vittsjö landskommun (1967-1970) Vittsjö kommun (1971-1973)